# Patufella
Patufella (世界名作童話 おやゆび姫, Sekai Meisaku Dōwa: Oyayubi-hime, lit. ‘Contes de fades famosos del món: Polzeta’) és una pel·lícula d'animació japonesa de 1978 de gènere fantàstic produïda per Toei Animation i Tezuka Productions basat en el conte de fades homònim de Hans Christian Andersen. El film es va exhibir per primer cop al Japó el 18 de març de 1978 a la Toei Manga Matsuri ('Fira Manga de Toei'). Osamu Tezuka, considerat el "pare del manga", va ser el dissenyador de personatges de Patufella i l'antic animador de Mushi Production, Kazuko Nakamura va ser director d'animació adjunt gràcies a la seva recomanació.
Representa la segona entrada de la sèrie de pel·lícules Sekai Meisaku Dōwa Manga Shirīzu de Toei, precedida per Els cignes salvatges (1977) i seguida de Ània, la noia de la neu (1980), El llac dels cignes (1981) i Aladí i la llàntia meravellosa (1982). També és la quarta pel·lícula de Toei que es basa en les obres d'Andersen, després de Contes d'Andersen (1968), La sireneta (1975) i l'esmentat Els cignes salvatges.
Es va estrenar en català a TV3 el 28 de novembre de 1992.

## Trama
Patufella, una noia no més gran que un polze, neix d'una tulipa i és criada per una dona sense fills. Un dia mentre juga amb el seu millor amic, Bunbu l'escarabat, Patufella coneix el príncep de les tulipes que se n'enamora i li canvia el nom per Maya. Aquell mateix vespre és segrestada per dues granotes que volen donar-la en matrimoni al seu fill, però la jove granota, commoguda per la llàstima, deixa que Patufella se'n vagi amb Bunbu. Amb l'arribada de l'hivern troba refugi sota terra al cau de l'amable rateta, la senyora Chumi. Aquí Patufella crida l'atenció del senyor Mogul, un talp ric que li demana la mà en matrimoni. Després de diverses dificultats, amb l'ajuda d'una oreneta, Patufella podrà trobar el príncep que tant buscava.

## Doblatge
| Personatge                    | Japonès                      | Català             |
| ----------------------------- | ---------------------------- | ------------------ |
| Patufella (おやゆび姫)        | Kazuko Sugiyama (杉山佳寿子) | Núria Domènech     |
| Bunbu (ブンブー)              | Mariko Miyagi (宮城まり子)   | Jordi Vilaseca     |
| Narrador (ナレーター)         | Kyoko Kishida (岸田今日子)   | Rosa Maria Pizà    |
| Chumi (チュミ) (Senyora rata) | Masako Nozawa (野沢雅子)     | Carme Contreras    |
| Mogul (モグラ) (Senyor talp)  | Kosei Tomita (富田耕生)      | Lluís Marco        |
| Pare granota (かえる父さん)   | Ichiro Nagai (永井一郎)      |                    |
| Mare granota (かえる母さん)   | Kazue Takahashi (高橋和枝)   | Pepa Arenós        |
| Príncep (王子様)              | Noriko Ohara (小原乃梨子)    | Francesc Figuerola |

## Música
Les cançons van ser compostes per Shunsuke Kikuchi i interpretades per Columbia Orchestra, mentre que les lletres les va escriure Etsuko Bushika.
1. "Sempre en un somni" (ゆめでいつでも, Yume de itsu demo ) (cantants: Kumiko Ōsugi i The Will Beads)
2. "Cançó gekogeko" (ゲコゲコソング, Gekogeko songu ) (cantants: Kyoko Kishida i The Aoni Trio)